# Казимов, Вахид Ахунович
Вахид Ахунович Казимов (1927, Коканд, СССР — 15 апреля 2009, Ташкент, Узбекистан) — советский хозяйственный, государственный и политический деятель.

## Биография
Родился в 1927 году в городе Коканд. Член КПСС с 1952 года.
Окончил институт инженеров железнодорожного транспорта в 1949 году в городе Ташкенте. Факультет «Эксплуатация железных дорог». Специальность — инженер путей сообщения.
С 1949 года — на хозяйственной, государственной и политической работе.
- 1949 г. — дежурный станции Горчаково Ташкентской железной дороги.
- 1949—1950 гг. — начальник станции Серово (IV класс), ныне станции Фуркат.
- 1950—1951 гг. — начальник станции Наманган (III класс).
- 1951—1952 гг. — главный инженер станции Коканд (I класс)
- 1952—1953 гг. — начальник станции Маргелан (II класс),
- 1953—1956 гг. — инструктор политотдела Ташкентской железной дороги. Звание инженер-капитан.
- 1956—1957 гг. — старший помощник начальника оперативно-распределительного отдела Ташкентской железной дороги (ДГП)
- 1957—1958 гг. — начальник городской товарной станции Ташкент.
- 1958—1959 гг. — начальник станции «Ташкент товарная» (внеклассная станция).
- 1959—1962 гг. — заместитель начальника военизированной охраны по политической части Ташкентской железной дороги.
- 1962—1963 гг. — начальник Ферганского отделения Ташкентской железной дороги, г. Коканд. Генерал-директор III ранга.
- 1963—1969 гг. — первый секретарь Кокандского городского комитета партии.
- 1969—1972 гг. — заведующий отделом транспорта и связи ЦК КП Узбекистана.
- 1972—1985 гг. — председатель Ташкентского горисполкома.
- 1985—1987 гг. — главный инженер института «Оргтехстрой» министерства строительства УзССР.
- 1987—2001 гг. — заместитель директора Научно-исследовательского института экономики и организации строительства по научной работе.
- 2001—2009 гг. — центр по реформированию строительного комплекса и ценообразования в строительстве при Госстрое Республики Узбекистан. Научный консультант.

Умер 15 апреля 2009 года.

## Избирался
- 1963 г. — депутат Ферганского Областного Совета 10 созыва.
- 1971 г. — депутат Верховного Совета Узбекской ССР 8-го созыва. Председатель Постоянной комиссии по транспорту и связи Верховного Совета УзССР.
- 1973 г. — кандидат в члены ЦК КП Узбекистана. XVIII съезд партии.
- 1975 г. — депутат Верховного Совета Узбекской ССР 9 созыва, член Президиума Верховного Совета Узбекской ССР.
- 1978 г. — член ЦК КП Узбекистана. IXX съезд КП Узбекистана.
- 1980 г. — депутат Верховного Совета Узбекской ССР 10 созыва, член Президиума Верховного Совета Узбекской ССР.
- 1981 г. — член ЦК КП Узбекистана. XX съезд КП Узбекистана.

## Награды
- Орден «Знак Почёта» (1963)
- Орден Трудового Красного Знамени (1971, 1976, 1981)
- Медаль «Шухрат» (1994)

## Звания
- Почётный транспортный строитель СССР
- Персональный пенсионер

## Учёная степень
Кандидат экономических наук. Тема кандидатской диссертации: «Управление сложными территориальными комплексами».